# デュレン
デュレン（Durene）は、溶媒として使われる芳香族炭化水素の一つ。IUPAC名は1,2,4,5-テトラメチルベンゼン (1,2,4,5-tetramethylbenzene)。硬化剤、接着剤およびコーティング剤として使われるピロメリト酸（ピロメリット酸）の製造中間体でもある。いくつかのエンジニアリングプラスチック（ポリイミド類）の原料製造やアルキド樹脂の架橋剤として使われている。